# Air Charter International

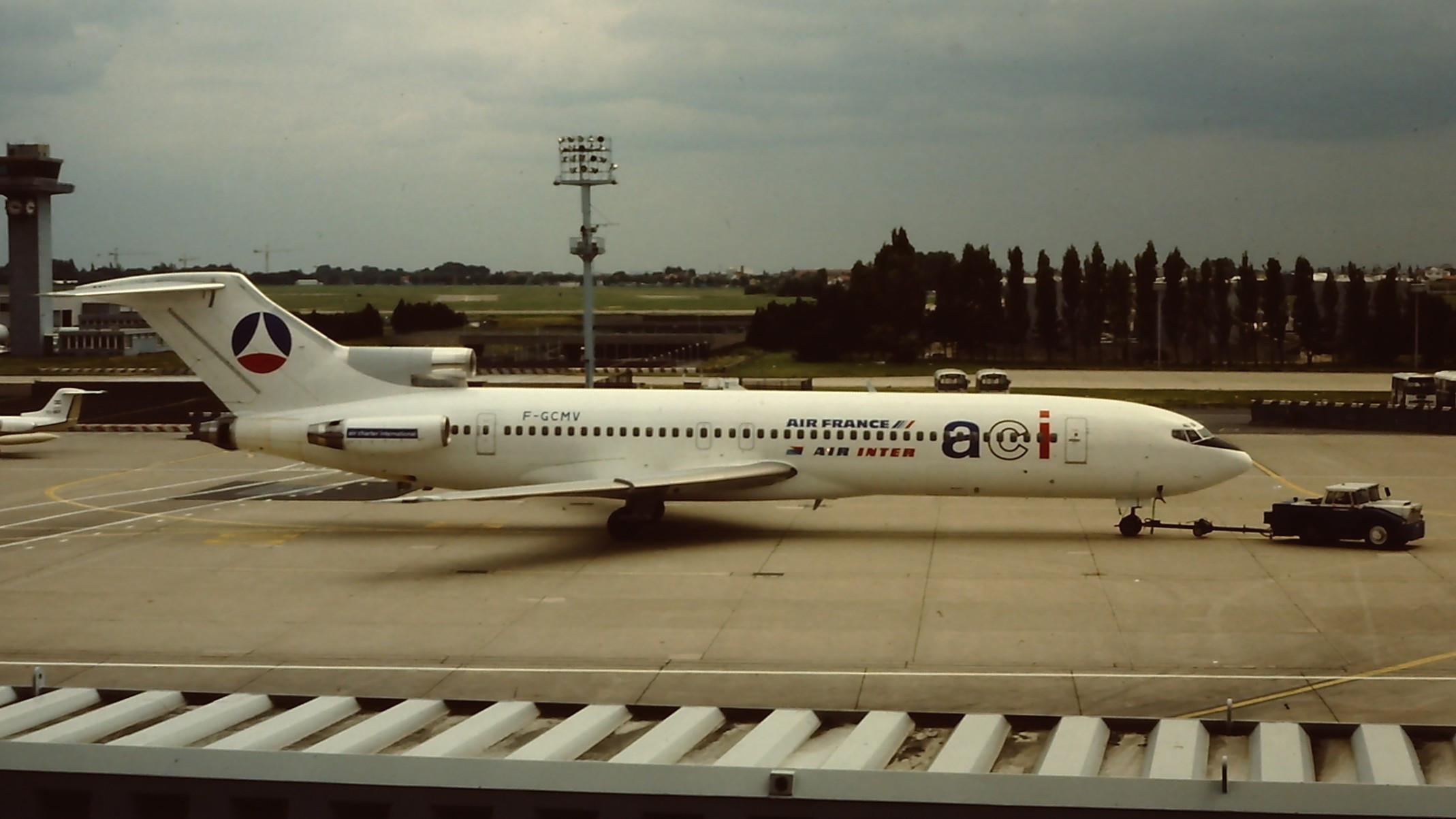
Boeing 727 в 1981 році

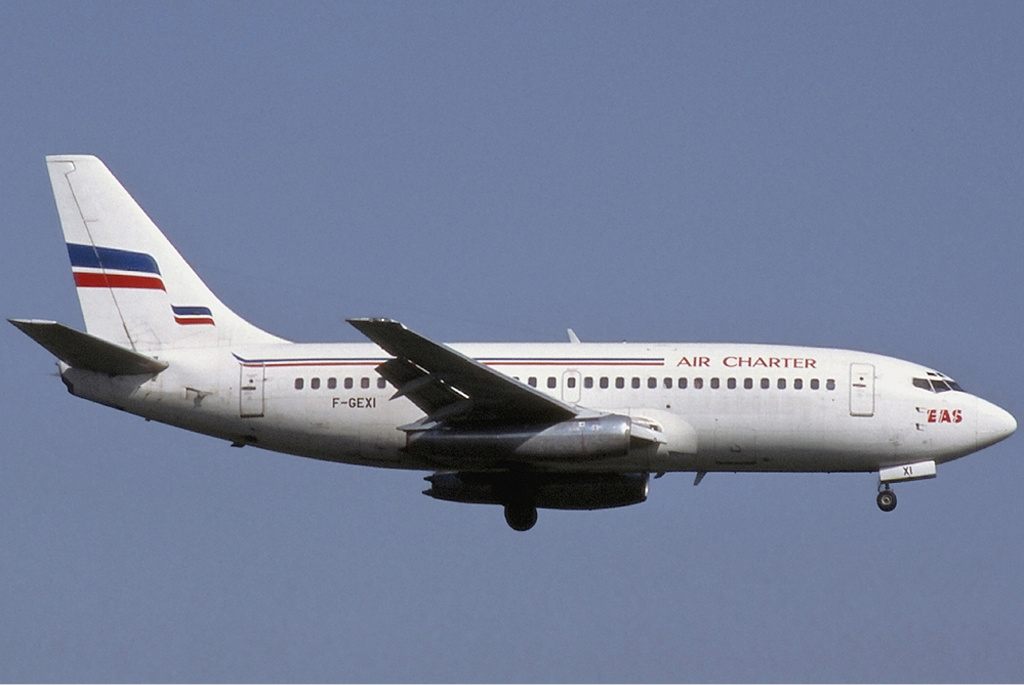
Boeing 737-200 авіакомпанії Air Charter International

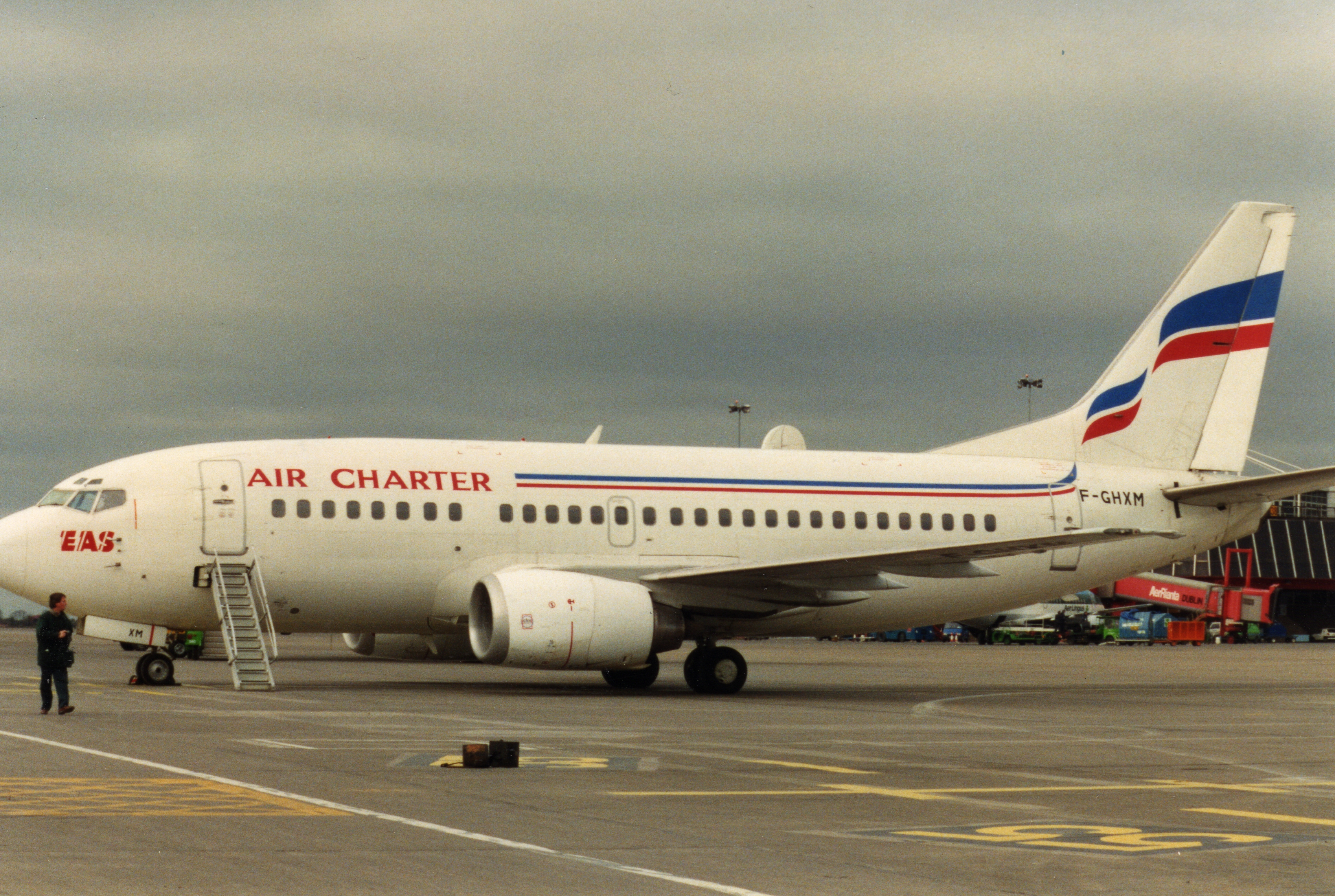
Орендований Boeing 737-500 в змішаній лівреї компаній Air Charter і EAS Europe Airlines в аеропорту Дубліна, 1993 рік

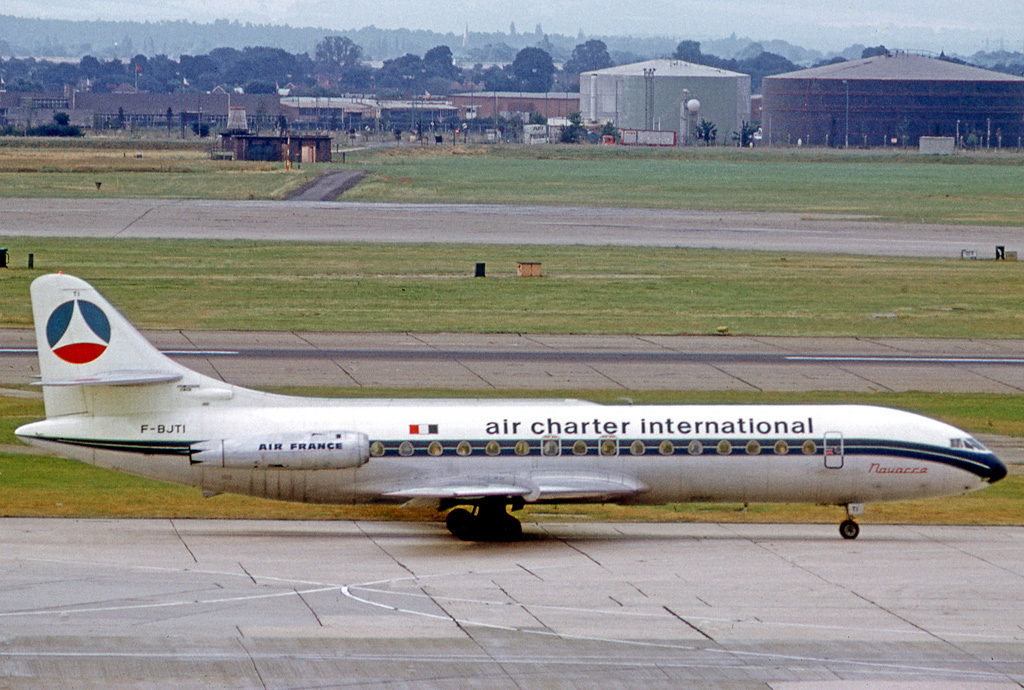
Caravelle III авіакомпанії Air Charter International, 1971 рік

Air Charter International — скасована чартерна авіакомпанія Франції, яка працювала у сфері вантажних і пасажирських перевезень у період з 1966 по 1998 рік.

## Підстава
Societé Aérienne Française d Affrètements (SAFA) була заснована 7 лютого 1966 року як дочірнє підприємство національного авіаперевізника Air France. Компанія почала операційну діяльність 25 липня того ж року з чартерних польотів з Парижа у середземноморські країни на чотирьох літаках: двох Sud Caravelle і двох Lockheed Super Constellation.

## Зміна бренду
8 грудня 1969 року авіакомпанія змінила свою офіційну назву на Air Charter International (ACI).
В 1971 році компанія експлуатувала флот із семи лайнерів Caravelle III і перевезла до того часу 420 тисяч пасажирів.
У 1972 році Air Charter International отримала свої перші два літаки Boeing 727-200. З 1982 року авіакомпанія виконувала трансатлантичні чартерні рейси в США і Канаду на взятому в мокрий лізинг у Air France широкофюзеляжному Boeing 747-200 .

## 1980-ті й 1990-ті
У 1984 році компанія знову змінила свою офіційну назву на Air Charter.
Аж до 1992 року Air Charter орендувала шість літаків Super Caravelle 10B3 і два лайнера Boeing 737-200 у корпорації EAS (Europe Aéro Service).
В середині 1990-х років авіакомпанія замінила машини Boeing 727 на більш сучасні Airbus A320.
Після злиття Air France і Air Inter в 1998 році Air Charter припинила операційну діяльність 24 жовтня того ж року.

## Повітряний флот
Авіакомпанія експлуатувала такі літаки власної колірної схемою:
- Airbus A300B4-203[5]
- Airbus A310-324
- Airbus A320-200
- Boeing 727-200 — лізинг у Europe Aéro Service[6]
- Boeing 737-200, 737-400 і 737-500 — лізинг у Europe Aéro Service
- Sud Aviation Caravelle III і 10B — 10B3 в лізинг у Europe Aéro Service

Інші літаки, що використовувалися Air Charter в лівреях інших авіакомпаній:
- Boeing 747-200 — лізинг у Air France
- Dassault Mercure — лізинг у Air Inter
- Fokker F-28 лізинг у Touraine Air Transport
- Lockheed Super Constellation — лізинг у Air France.